# Université de Monastir
L'université de Monastir (arabe : جامعة المنستير) ou UM est une université tunisienne pluridisciplinaire basée à Monastir, avec sa propre autonomie financière et administrative, fondée en 2004 à la suite de la réforme du système éducatif universitaire,.
Ses principales activités sont liées à l'enseignement supérieur, l'apprentissage et la recherche dans un sens très large, avec pour but la décentralisation des services, la supervision et l'amélioration de la rentabilité du système éducatif supérieur,.
Avec environ 27 500 étudiants, 2 044 conférenciers et 758 membres du personnel administratif et de soutien, l'université de Monastir propose un large éventail de cours de premier, deuxième et de troisième cycle, soit un nombre moyen de diplômés d'environ 4 700 par an.
Elle est classée par le U.S. News & World Report au 18e rang du classement régional 2016 des universités arabes. Selon UniRank, l'université est classée au 3e rang en Tunisie. En 2020, l'université est classée 301-400 dans le domaine Energy Science & Engineering et la première à l'échelle nationale dans ce domaine selon le Shanghai Ranking's Global Ranking of Academic Subjects 2020.

## Historique

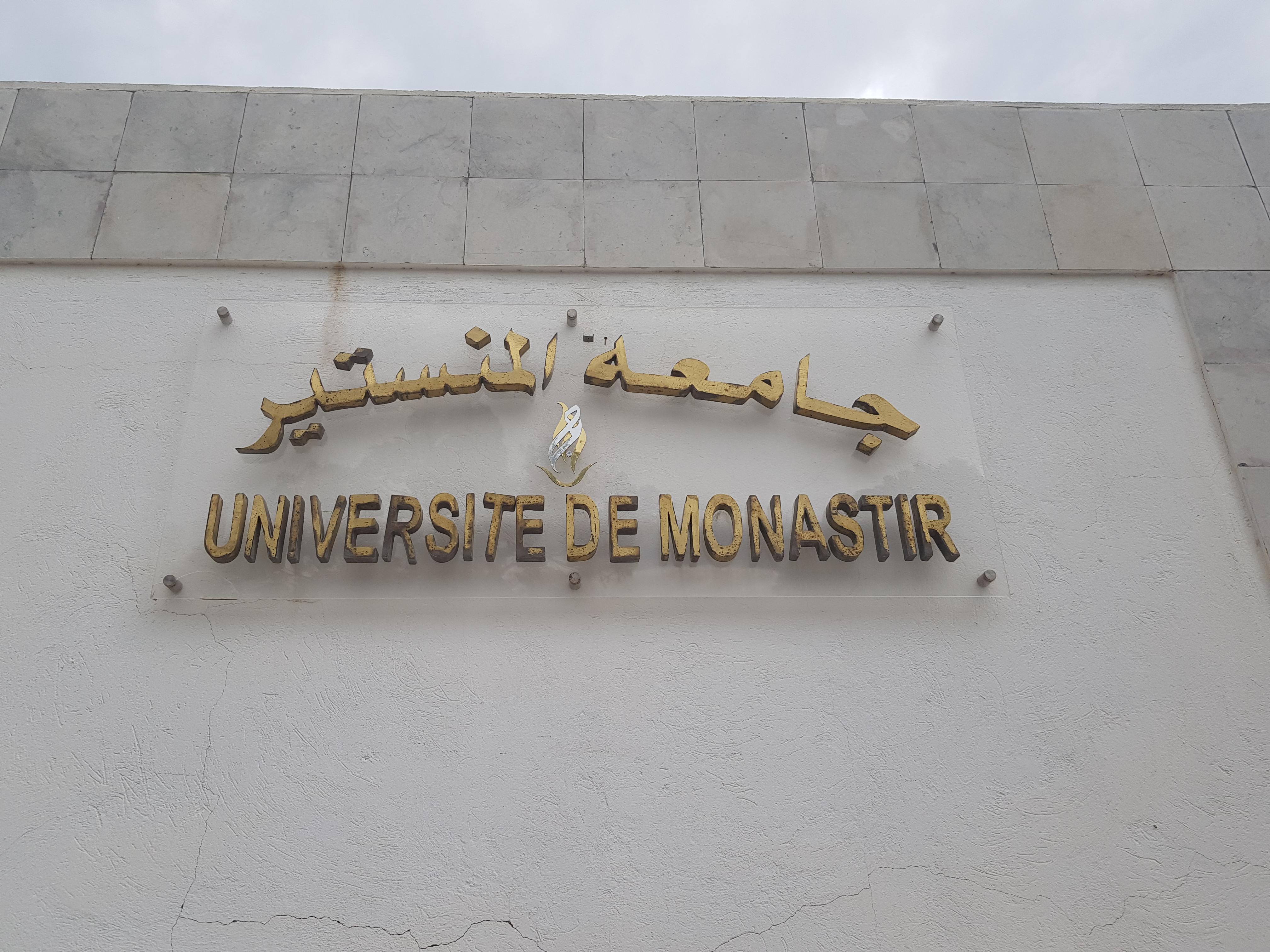
Logo et plaque de l'université.

L’université de Monastir est créée par la loi n°86-80 du 9 août 1986, et devient l’université du Centre conformément aux dispositions du décret n°91-1991 du 31 décembre 1991. Elle supervise alors les établissements d’enseignement supérieur dans les gouvernorats de Monastir, Sousse, Kairouan et Mahdia.
À la suite de la réforme du système éducatif universitaire, il y a un retour à l'ancienne dénomination conformément au décret n°2102 du 2 septembre 2004 portant création de l'actuelle université de Monastir.

## Localisation
L'établissement se situe sur l'avenue Tahar-Haddad à Monastir, à proximité de l'Institut supérieur de biotechnologie, de la faculté de médecine dentaire et de celle de pharmacie.

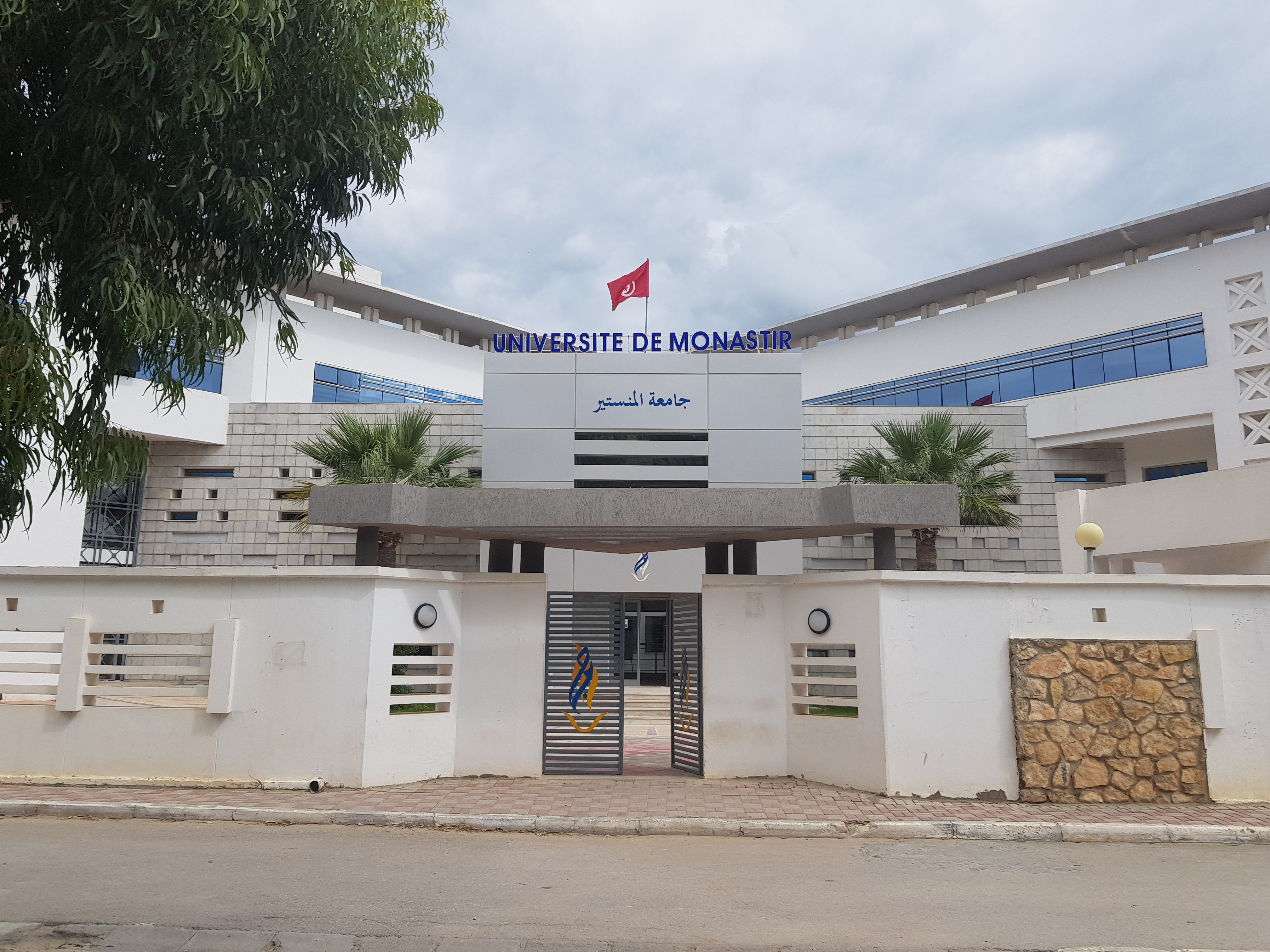
Vue de face du local de l'université de Monastir.
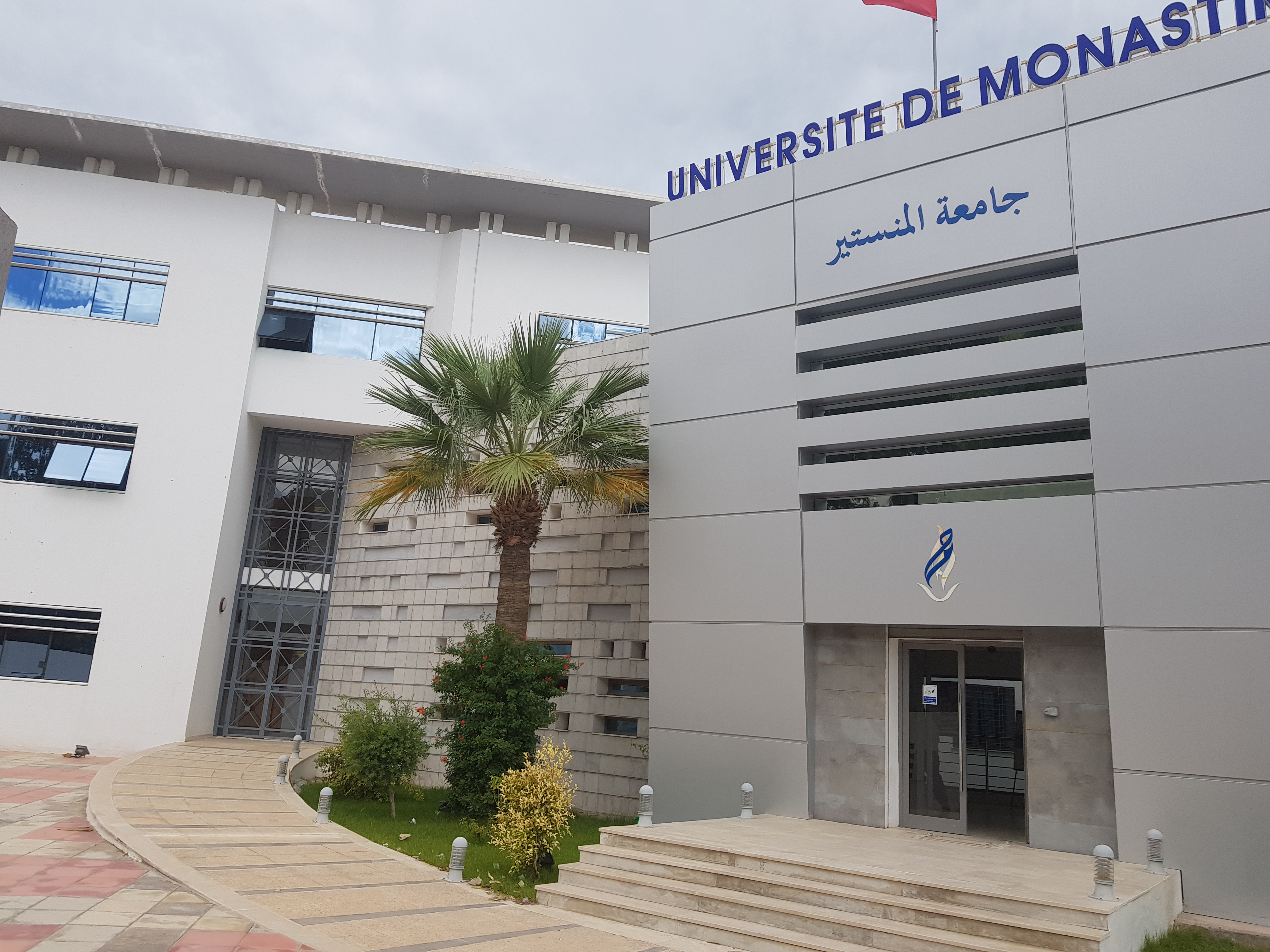
Entrée de l'université.
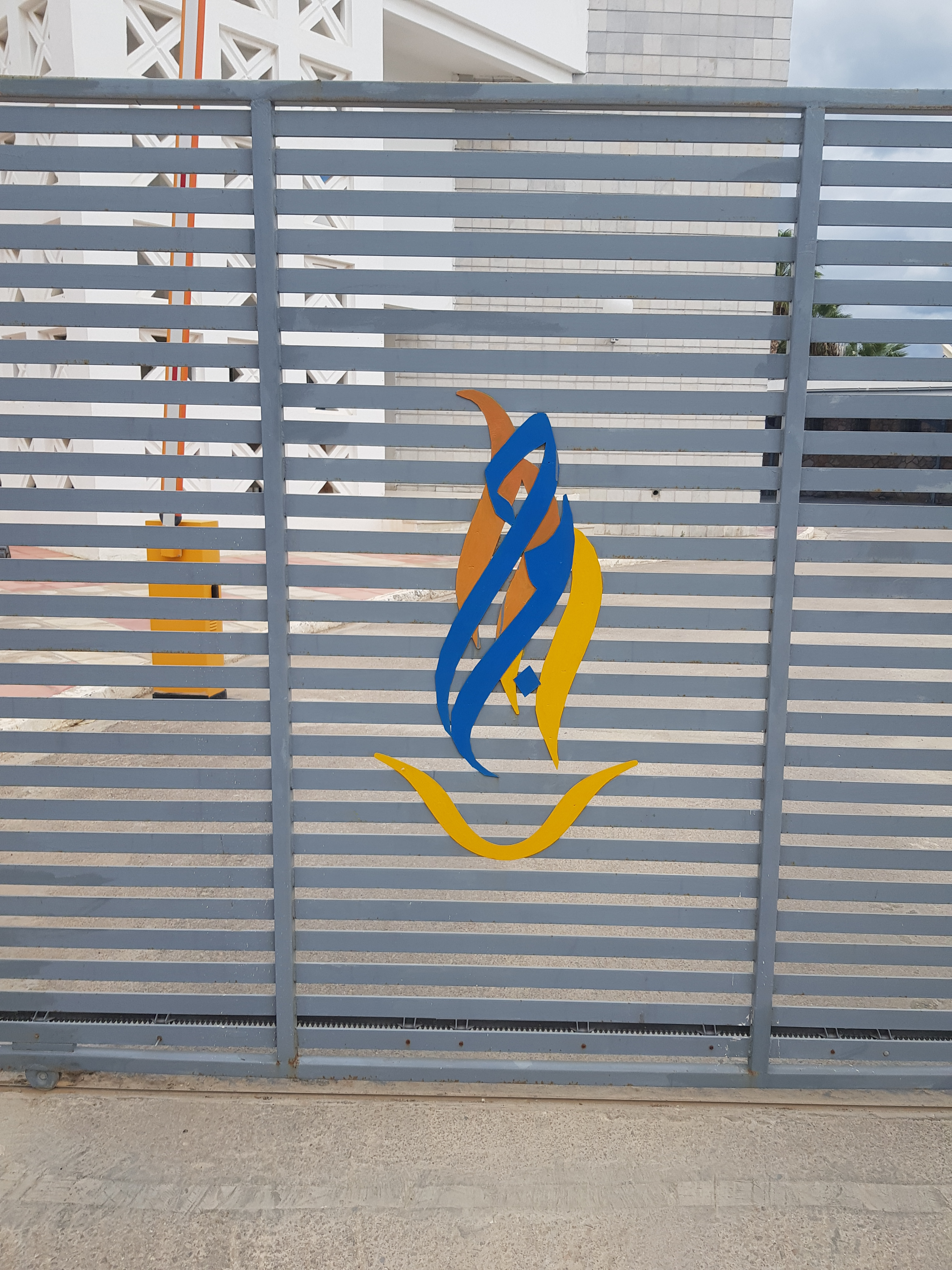
Portail.
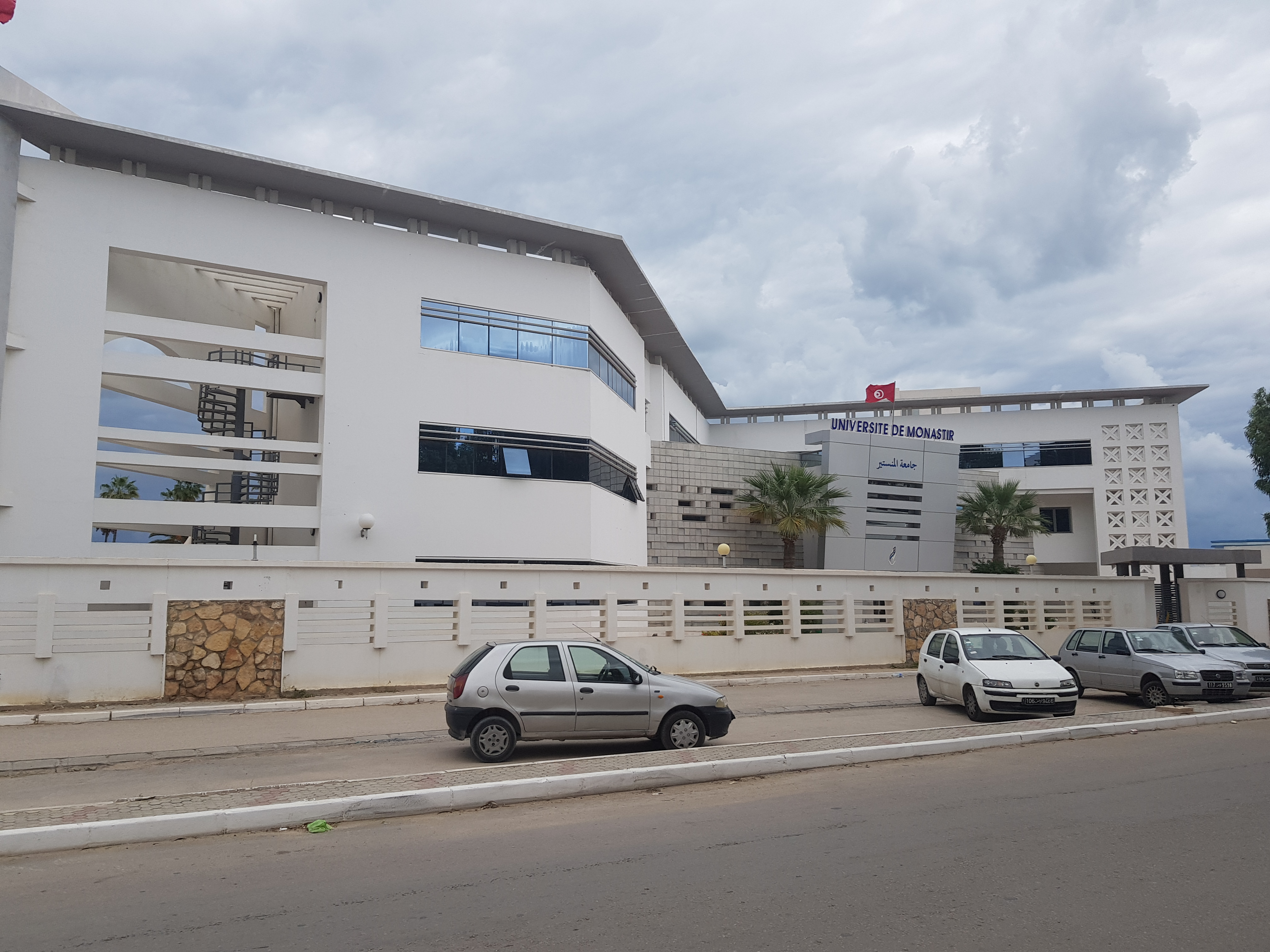
Vue depuis l'avenue Tahar-Haddad.

## Composition
Elle inclut seize établissements universitaires (cinq facultés, deux écoles et neuf instituts) répartis entre les gouvernorats de Monastir et Mahdia,.

### Facultés

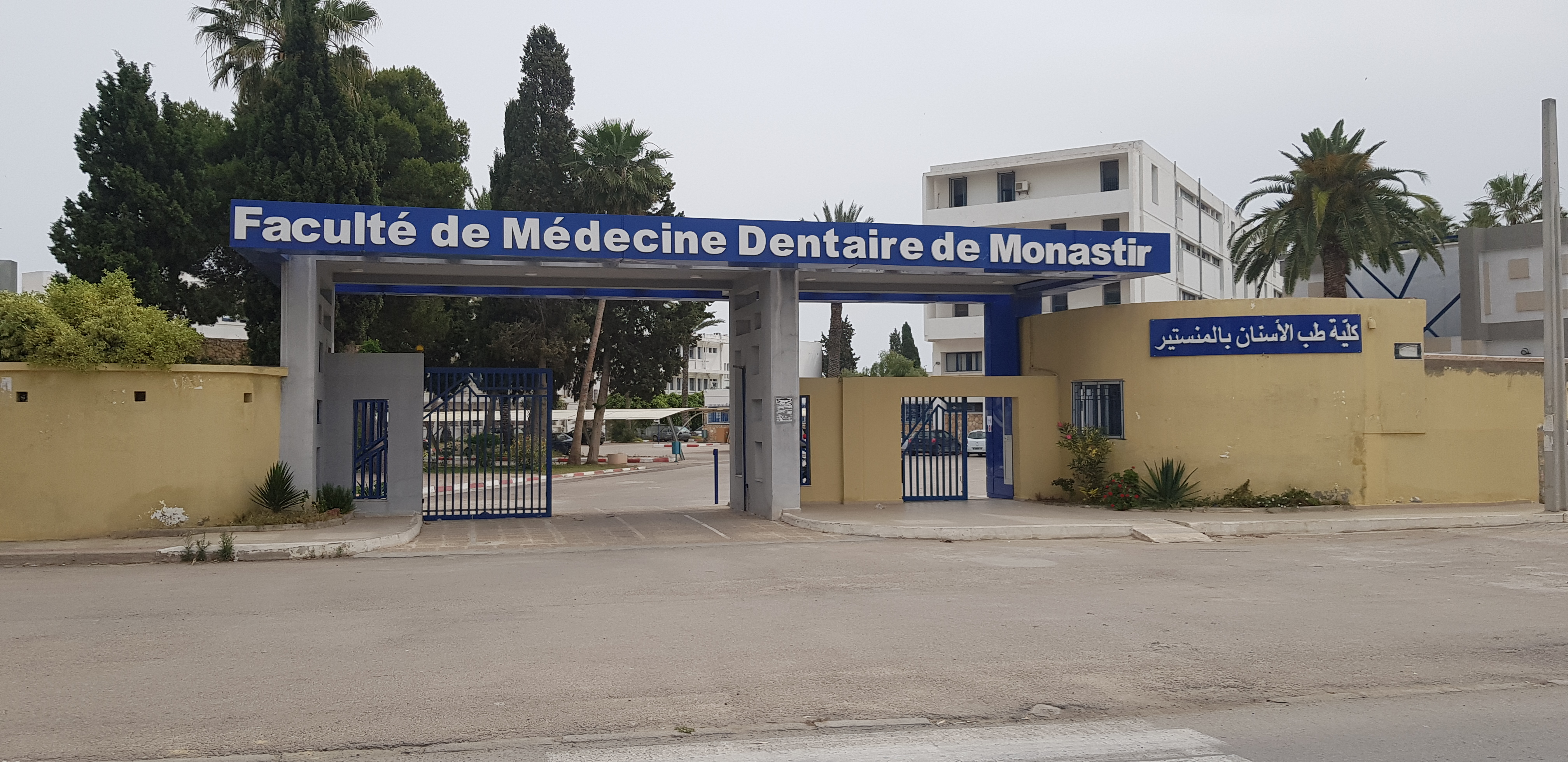
Faculté de médecine dentaire de Monastir.

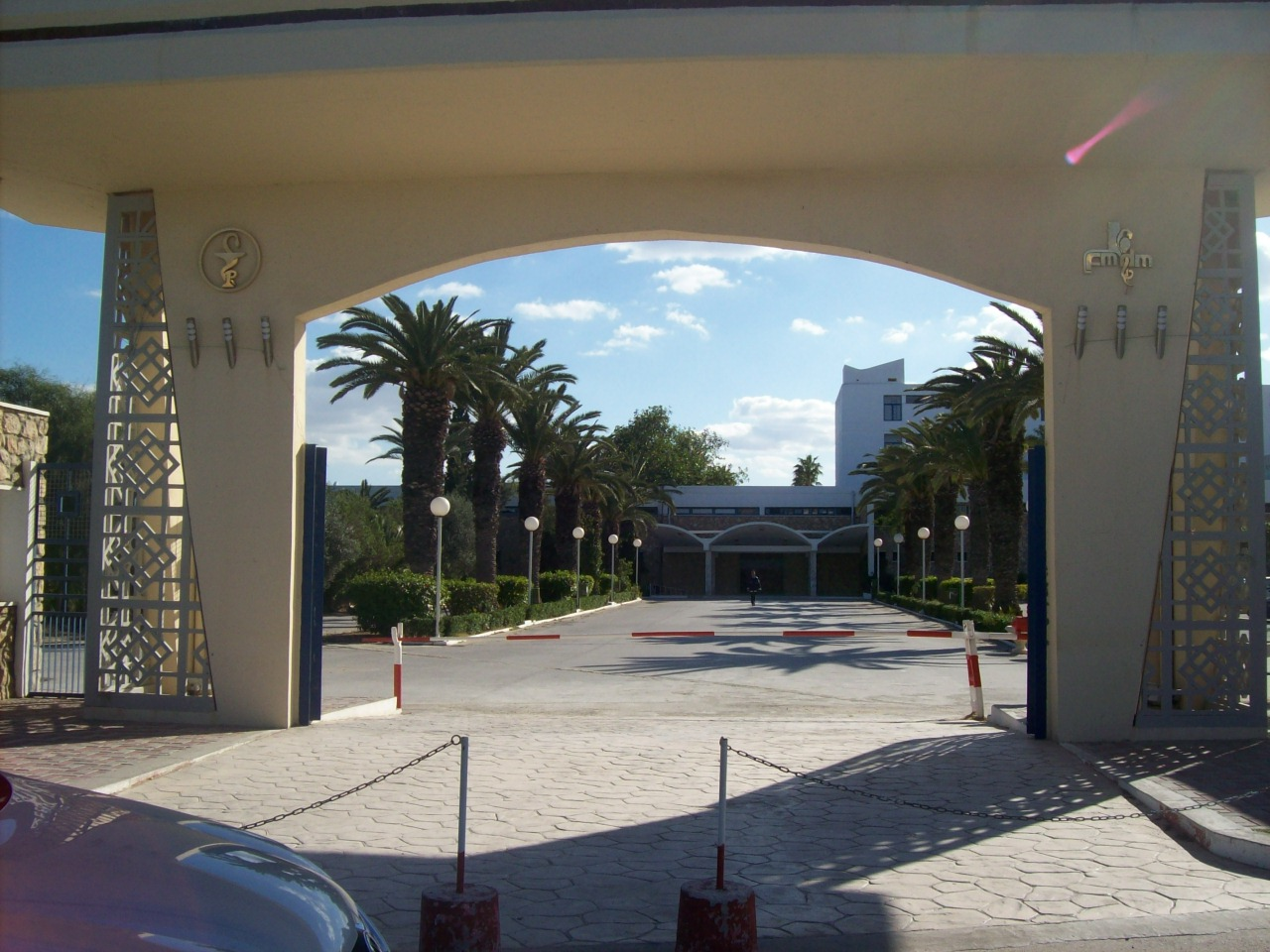
Entrée du campus de la faculté de médecine dentaire et de pharmacie.

- Faculté des sciences de Monastir (créée en 1977)[15] ;
- Faculté de médecine de Monastir (ar) (créée en 1980)[16] ;
- Faculté de médecine dentaire de Monastir (créée en 1975) ;
- Faculté de pharmacie de Monastir (créée en 1975) ;
- Faculté des sciences économiques et de gestion de Mahdia (ar) (créée en 1988)[17].

### Écoles
- École nationale d'ingénieurs de Monastir (créée en 1987) ;
- École supérieure des sciences et techniques de la santé de Monastir (créée en 1990).

### Instituts
- Institut supérieur de biotechnologie de Monastir (créé en 2001) ;
- Institut préparatoire aux études d'ingénieurs de Monastir (ar) (créé en 1992)[18] ;
- Institut supérieur d'informatique et de mathématiques de Monastir (créé en 2002)[19] ;
- Institut supérieur des langues appliquées aux affaires et au tourisme de Moknine (créé en 2001)[20] ;
- Institut supérieur d'informatique de Mahdia (créé en 2004) ;
- Institut supérieur des sciences appliquées et de technologie de Mahdia (ar) (créé en 2005)[21] ;
- Institut supérieur des arts et métiers de Mahdia (créé en 2005)[22] ;
- Institut supérieur des études appliquées en humanités de Mahdia (créé en 2002)[23] ;
- Institut supérieur des métiers de la mode (créé en 2003)[24].

## Domaines de formation
L'université de Monastir est une institution active dans le domaine des études pharmaceutiques et de la chirurgie dentaire, ainsi que du design et de la mode. La répartition des étudiants parmi ces matières au cours de l'année académique 2010-2011 est la suivante : études cliniques et pharmaceutiques (4 895 étudiants), ingénierie (4 109 étudiants), informatique et communication (3 888 étudiants) et sciences fondamentales (3 774 étudiants).
- Sciences médicales (médecine clinique et dentisterie) et pharmaceutiques ;
- Sciences paramédicales ;
- Sciences fondamentales ;
- Informatique et télécommunication ;
- Sciences de l'ingénieur ;
- Sciences biologiques et biotechnologie ;
- Arts et métiers de la mode ;
- Langues et humanités ;
- Sciences économiques et gestion[25].

## Cursus
L'université offre trois modèles d'études, :
- Formation LMD :
  - Licences appliquées ou fondamentales (trois ans) ;
  - Master professionnel ou de recherche (deux ans) ;
  - Doctorat (trois ans) ;
- Études d'ingénieurs :
  - Cycle préparatoire (deux ans) ;
  - Études d'ingénieurs (trois ans) ;
- Études de médecine :
  - Études dentaires et pharmaceutiques (six-dix ans) ;
  - Études médicales (six-onze ans).

L'université de Monastir a commencé à adapter son offre de cours au système LMD au cours de l'année universitaire 2005-2006 (sauf pour les études médicales et d'ingénierie).

## Recherche scientifique
L'établissement est consideré comme le principal centre de recherche universitaire dans la région du Sahel. Sa politique de recherche est définie et mise en œuvre par le vice-président à la recherche. Plus de 950 doctorants effectuent des activités de recherche à l'université de Monastir, principalement dans les domaines des sciences biologiques et médicales, et de l'ingénierie et des sciences exactes. Ses plus de cinquante unités de recherche et ses 25 laboratoires effectuent des recherches sous la supervision de quatre écoles doctorales.
L'université représente le troisième pôle de recherche en Tunisie avec ses structures de recherche accréditées :
- 26 laboratoires de recherches[30] ;
- 78 unités de recherche[29] ;
- 4 écoles doctorales[29].

La production scientifique est en augmentation à partir de 2009 et atteint 1 469 publications en 2014 sous forme de thèses de doctorats, mémoires de master, publications indexées et non indexées, brevets et co-tutelles soutenues.

## Relations nationales et internationales

### Coopération
L'université de Monastir est membre de réseaux et d'associations internationales telles que l'Agence universitaire de la Francophonie et participe à un grand nombre de projets nationaux et internationaux financés par différents programmes tels que CMCU, INSERM, TEMPUS et INTERREG.

#### Réseaux
- TEMPUS[8] ;
- Erasmus Mundus[33] ;
- Erasmus+[34] ;
- Horizon 2020[35],[36].

#### Partenariat avec les universités étrangères
- Conventions cadres :
  - Algérie (4)
  - Allemagne (3)
  - Arabie saoudite (1)
  - Canada (2)
  - Espagne (2)
  - France (19)
  - Italie (4)
  - Libye (1)
  - Liban (1)
  - Madagascar (1)
  - Maroc (1)
  - Portugal (1)
  - Turquie (1)
  - Ukraine (1)
  - Tchéquie (1)
  - Belgique (1)
  - Chine (1)[37] ;
- Conventions de co-tutelles.

Cette ouverture à la dimension internationale de l'université est illustrée par sa politique de coopération en ce qui concerne l'éducation et la recherche et par son effort dans la mise en œuvre de la mobilité pour les étudiants, le personnel académique et les chercheurs. Par ailleurs, environ 1 % de sa population étudiante totale est étrangère.

### Ouverture sur l'environnement
- Le 4C de l'université de Monastir : centre de carrières et de certification des compétences ayant pour mission de préparer et d'accompagner ses usagers, étudiants et diplômés, en vue de faciliter leur insertion sur le marché du travail[38] ;
- BUTT (bureau de transfert de technologie de l'université de Monastir) : résultat de collaboration entre l'université de Monastir et l'Agence nationale de promotion de la recherche scientifique[39],[40] ;
- Observatoire : organe qui aide l’université et l’autorité de tutelle à prendre les décisions et en assurer le suivi[41] ;
- Unité de surveillance des réseaux[1] ;
- Formations co-construites[42] ;
- PAQ (programme d'appui à la qualité de l'enseignement supérieur)[43] ;
- Deutscher Akademischer Austauschdienst (Office allemand d'échanges universitaires)[44].